# Коротич, Виталий Алексеевич
Вита́лий Алексе́евич Коро́тич (укр. Віталій Олексійович Коротич; род. 26 мая 1936, Киев, Украинская ССР, СССР) — русский и украинский советский писатель, поэт и сценарист, обозреватель, журналист.
Общественный деятель, медиаменеджер и колумнист, редактор. Пишет на украинском и русском языках. Народный депутат СССР, депутат Верховной Рады УССР 11-го созыва. Профессор, член Академии искусства и литературы США. Достиг широкой известности в СССР и за рубежом как главный редактор журнала «Огонёк» в период перестройки; его называли одним из «прорабов перестройки», «учитывая его роль на её идеологическом фронте».

## Биография

### Происхождение, образование, начало карьеры
Родился 26 мая 1936 года в Киеве. Отец — Алексей Степанович Коротич (1909 — 1985), уроженец Каменки, учёный в области микробиологии и эпизоотологии, заведующий кафедрой эпизоотологии Киевского ветеринарного института (1935—1943) и лабораторией зоонозных инфекций Института физиологии АН УССР (1952 — 1985), кандидат биологических наук (1937), автор монографий «Ящур» (1966), «Сибирская язва» (1976), научных трудов и методических указаний по методам обеззараживания почв и водоёмов. Мать — Зоя Леонидовна Коротич (1910 — 2008), родом из Носачова, учёный в области физиологии и экспериментальной травматологии, доктор биологических наук (1967). Мать — русская, в семье говорили по-русски; по его словам, «для меня самую большую роль сыграла русская литература и русская культура».
Окончил с золотой медалью киевскую школу № 92 имени Ивана Франко с преподаванием ряда предметов на английском языке.
В 1953 году поступил в Киевский государственный медицинский институт имени академика А. А. Богомольца, который окончил с отличием в 1959 году. После прохождения интернатуры работал кардиологом в сельской больнице (о чём рассказано в книге «Их Кремль») и в институте клинической медицины имени Н. Д. Стражеско, где вёл научную работу. Окончил аспирантуру.
В 1967 году вступил в КПСС.

### Литературная деятельность
Окончил Киевский государственный педагогический институт иностранных языков. В 1966 году избран в правление Союза писателей СССР и секретарём Союза писателей Украины.
Работал главным редактором молодёжного журнала «Ранок» (сходного с российским журналом «Смена») с 1966 по 1967 г.
Вёл радиопередачи, печатался в местной и центральной прессе, в том числе и во всесоюзном еженедельнике «Литературная газета». Стихотворение В. Коротича «Последняя просьба старого лирника» («Останнє прохання старого лірника») в переводе с украинского Юнны Мориц стало известной песней супругов Никитиных «Переведи меня через майдан», которую исполняли многие певцы (Галина Беседина, Александр Малинин и другие).
В 1969 году не был переизбран секретарём СП Украины, а также был выведен из правления СП СССР — по словам Коротича, за то, что он «сказал и написал что-то не то».
В 1978 году стал редактором журнала «Всесвіт» (украинского аналога журнала «Иностранная литература»). Занимался переводами.
В 1981 году снова был избран секретарём правления СП СССР, пробыв на этой должности до 1991 года.

### Журнал «Огонёк»
В мае 1986 года по рекомендации Роберта Рождественского и по предложению Александра Яковлева назначен редактором всесоюзного журнала «Огонёк». В течение двух лет тираж журнала вырос с 1,5 млн до 4,5 млн экземпляров. Вместо партийного официоза появился журнал для массового читателя.
В книге «Красная дюжина. Крах СССР: они были против» описан как «подвижник перестроечного образца».
На официальном сайте «Огонька» так оценивается работа В. Коротича в журнале:
С его приходом журнал повернул на 180 градусов. Трудно в мировой истории вспомнить издание, которое оказало бы на политическую жизнь страны такое же сильное влияние, как «Огонёк» эпохи перестройки. Публицистика «Огонька» стала школой демократии в изголодавшейся по свободе стране. Разоблачения стали культовым жанром всей журналистики. Начинал эту эпопею журнал «Огонёк»… С ним связана эпоха «гласности», смена политической формации, крах советской власти — сначала в умах людей, а потом и в реальной жизни.
За эту редакторскую деятельность американский журнал "World Press Review" присвоил Коротичу в 1989 году звание «Зарубежный редактор года» (англ. International Editor of the Year) за 1988 год — титул, ежегодно присуждаемый редакторам, живущим не в США, за смелость в деле углубления свободы и ответственности прессы, в утверждении прав человека и за отличную и правдивую журналистику.
Как вспоминал сам Коротич: «Я всегда знал, что меня могут снять в любой момент… Александр Николаевич Яковлев несколько раз звонил мне и говорил: мы с Михаилом Сергеевичем тогда-то собираемся одновременно уехать из Москвы, исчезни и ты на недельку, а то Лигачев проведет на секретариате ЦК решение о твоем освобождении от должности и сделать будет уже ничего нельзя. И я оформлял командировку, чтобы меня не могли отловить и растерзать».
Делегат XIX конференции КПСС (1988). В 1989 году был избран народным депутатом СССР, стал членом Межрегиональной группы. В 1990 году посетил Любавичского ребе Менахема-Мендла Шнеерсона, который благословил его долларом США.
19 августа 1991 года, находясь в США, сдал авиабилет в Москву, опасаясь репрессий со стороны ГКЧП и остался там жить. 26 августа того же года по решению журналистского собрания «Огонька» освобождён за проявленную трусость от обязанностей главного редактора.

### В США
С 1991 по 1998 год — профессор Бостонского университета. По собственному определению писателя, это была семилетка уединения:

Один разговор у меня был с Горбачёвым… сейчас я могу послать кого угодно куда угодно и читать. Он на меня так испуганно поглядел и говорит: а я так не могу. Я на эту тему много говорил с нашим общим знакомым Иосифом Кобзоном. Я говорил: зачем тебе вот этот бизнес, вот это вечное участие во всех тусовках. «Ты не понимаешь: ты неделю не появишься, тебя забудут». Фиг с ними, если забудут, если я такой, что за неделю… Короче говоря, восемь лет работы в Бостонском университете натренировали меня на уединение.

Помимо США, читал лекции в Австралии, Мексике и Канаде.
В поле российских СМИ оставался ньюсмейкером в течение 1992—1995 годов, будучи бостонским обозревателем московской газеты «Новый взгляд». После окончания периода «американского уединения» к редакторской работе в Москве не вернулся.
Из письма Виталия Коротича Евгению Додолеву, опубликованному в газете Марины Леско «Новый взгляд»:
Как были мы страной ненависти, так и остались. В таком воздухе не отдышишься. Страну приучали к хамству десятки лет.

### Киевский период
Его называют[кто?] мэтром современной украинской журналистики. С 1999 по 2014 Коротич руководил киевским изданием на русском языке (возглавлял редакционный совет всеукраинской газеты «Бульвар Гордона»)), при этом прописан в Москве. Всё это постулирует особый взгляд на отношение между двумя странами, которое он сам отметил в беседе со Светланой Сорокиной 29 апреля 2006 года:

Украина приращена к России совершенно неотрывно… Но вот поиск какой-то своей доминанты, национализм в его западно-украинском варианте, конечно, себя скомпрометировал. Стремление в Европу… все прекрасно понимают, что это было бы хорошо, но никому не нужно брать Украину на содержание в Европе. Такая Франция по населению, по размерам, ну кто же её возьмёт на содержание?… Добрая страна, которую не надо от себя отталкивать. Тем более, что она совершенно к этому не стремится. И вот даже то, что сейчас Янукович и Ющенко заключают какие-то деловые отношения… да и вообще, когда мы объявляем самым большим украинским националистом полу-армянку Тимошенко… Не надо провоцировать враждебность, не надо приезжать в Крым для того, чтобы сказать, когда мы его у вас заберём.

## Общественно-политические взгляды
Коротич неоднократно издавал произведения социально-политического характера как об СССР, так и о зарубежных странах («О, Канада!», «Ленин, том 54», «Не стреляйте в пианиста!», «Кубатура яйца», «Mост», «Лицо ненависти» и другие).
До перестройки их идеологическое содержание и направленность полностью соответствовали мировоззрению советского коммуниста, каковым тогда являлся Коротич: в них прославлялись достижения социализма в СССР и странах Восточной Европы, расписывались «ужасы капитализма» в США и других странах Запада, осуждалась «буржуазная мораль» и так далее.
Его поэма «Ленин, том 54» проникнута восторженным пафосом в адрес вождя Октябрьской революции Ленина и предводимой им коммунистической партии.
Сходные мотивы присутствуют также в стихотворении «История» (1980 г.) и многих других поэтических произведениях автора.
Публицистическая проза В. Коротича того времени также мало чем отличалась по своему политическому содержанию от произведений других виднейших советских публицистов-коммунистов — Юрия Жукова, Валентина Зорина, Генриха Боровика и др., — так что основная идея её могла быть выражена словами самого Коротича:
- «Мы обязаны знать об этом и помнить: в Советском Союзе воплотились мечты всех трудящихся на земле»[23].
- «…за шесть десятилетий своей истории мы очень предметно доказали, сколь справедливо может быть устроена жизнь общества, зачатого величайшей из революций — Октябрьской»[24].
- «Борьба за социальную и национальную справедливость на свете ведется всё успешнее потому, что люди видят и предметно воспринимают советский пример, пример державы, где принципы такой справедливости не просто победили, но и закреплены в Конституции»[23].

В одной из своих самых известных книг того периода — «Лицо ненависти», — за которую автор был в 1985 году удостоен Государственной премии СССР, Коротич сурово осуждал «капиталистические нравы» США, сопоставляя их с «социальным прогрессом» в Советском Союзе.
Какую-либо критику в адрес СССР Коротич в этой и других своих книгах клеймил как «злостную клевету» и «антисоветчину»:
«Наглая антисоветчина самых разных уровней кружится, насыщая воздух, как стая таёжного гнуса. Так быть не должно, не может; и так оно продолжается практически без перерывов с конца 1917 года».
«Сегодня утром президент Рейган в очередной раз грозил нашей стране своим выразительным голливудским пальцем и всячески нас поносил. <…> следом за президентом, как правило, подключаются разные мелкие шавки…»
Однако после того, как в 1986 году ЦК КПСС назначил Коротича главным редактором журнала «Огонёк», содержание и тон его высказываний и работ, как и материалов редактируемого им журнала, радикально изменились: теперь суровой критике подвергалась жизнь в СССР — как современная, так и за все 70 лет правления коммунистов, — США же и другие «буржуазные» (по терминологии доперестроечных книг Коротича) страны стали представляться в основном с положительной стороны и даже ставились в пример для подражания.
Фактически Коротич нередко писал прямо противоположное тому, что говорил за несколько лет перед этим, и публиковал в журнале те самые материалы, которые раньше клеймил как «антисоветские» и «клеветнические», причём нередко авторами их оказывались эмигранты из СССР, которых ранее Коротич иначе как «предателями», «дезертирами» и тому подобным образом не именовал (например, Александр Солженицын, которого в книге «Лицо ненависти» Коротич назвал «советским дезертиром» вопреки тому факту, что Солженицын не уехал со своей Родины добровольно, а был выслан насильственно). В то же время В. Коротич оставался членом КПСС вплоть до её запрета в 1991 году.
После подавления августовского путча 1991 года (и последовавшего вслед за тем запрета коммунистической партии Советского Союза) высказывания В. Коротича сделались откровенно антикоммунистическими:
«Петроградский переворот 1917 года был прежде всего катастрофой моральной. Именно аморальность системы привела к тому, что живем мы так плохо».
«Никто ведь, кроме нас, и не брался построить общество, где „человек человеку — друг, товарищ и брат“. Но, судя по всему, никто с таким успехом и не выстроил общества, где человек человеку — волк».
«Система была порочная, нежизнеспособная, бандитская. Надо было всё это к чертям завалить» (о доперестроечной системе в СССР).
Одна из последних оценок Коротичем коммунистической партии, её идеологии и советского строя такова:

«Сталин и его партия принесли народ в жертву своей бредятине, не дав ему ничего обещанного — ни мира, ни земли крестьянам, ни фабрик рабочим, ни еды досыта, ни жилья, ни одежды».
В августе 2011 года подписал коллективное письмо президенту Виктору Януковичу от представителей украинской интеллигенции. В письме, в частности, говорится о поддержке президента в его борьбе с коррупцией и поддержке проводимых Януковичем реформ:
Мы в этом на Вашей стороне, господин Президент. И мы уверены, на Вашей стороне большинство украинцев, которые хотят, чтобы в стране был порядок. Вы правы, демократия это не хаос и не беспорядок. Государственная служба — это гражданская армия на службе народа, в ней должен быть порядок. И Вы правильно делаете, что жёстко его наводите.
В апреле 2014 года в интервью «Свободе» заявил: «Если говорить серьезно, то и вам, и мне, и всем нашим слушателям с нормально устроенной психикой невозможно поверить в то, что Россия начнет войну с Украиной. Такого не было никогда в истории.»
В феврале 2023 года был включён в базу данных «Миротворец».

## Сотрудничество сКГБ СССР
В прессе опубликованы рассекреченные документы, согласно которым В. Коротич был агентом КГБ при СМ УССР под псевдонимом «Январский».
Завербован был в 1963 году «путем постепенного привлечения к негласному сотрудничеству».
Председатель КГБ при СМ УССР В. Никитченко в информационном сообщении в ЦК КПУ сделал вывод, что трёхмесячное пребывание В. Коротича в Канаде в 1965 году и его выступления там «способствовали процессу дальнейшего разложения зарубежных украинских националистических организаций».
В. Коротич, в частности, доносил в КГБ на поэта И. Драча и председателя «Общества объединенных украинских канадцев» П. Кравчука.

## Награды и титулы
- Орден Почёта (16 декабря 1999 года) — за заслуги в области печати и в связи со столетием со дня выхода первого номера журнала[34]
- Орден Октябрьской Революции (1984)
- Орден князя Ярослава Мудрого V степени (Украина, 26 мая 2011 года) — за выдающийся личный вклад в обогащение украинского культурно-художественного наследия, многолетнюю плодотворную творческую и общественно-политическую деятельность[35][36]
- Республиканская премия ЛКСМ Украины им. Н. Островского (1972)
- Республиканская премия имени П. Тычины «Чувство семьи единой» (1978)
- Государственная премия УССР имени Т. Г. Шевченко
- Премия СП СССР имени Б. Н. Полевого (1983)
- Премия СП СССР имени А. Н. Толстого
- Международная премия имени Ю. Фучика (1984)
- Государственная премия СССР (1985) — за роман «Лицо ненависти»
- Премия Ленинского комсомола
- Премия Вейнталя (1987, Вашингтон, округ Колумбия, Джорджтаунский университет)
- Звание «Зарубежный редактор года» (International Editor of the Year) за 1988 год (присвоено американским журналом «World Press Review»)
- Заслуженный деятель культуры Польши
- Член ПЕН-клуба

В разные годы В. Коротич был:
- сопредседателем писательского движения «Апрель»
- вице-президентом международного движения «Деятели искусства за ядерное разоружение» (с 1986)
- членом редколлегий газеты «Русский курьер», журнала «Обозреватель»
- народным депутатом СССР (1989—1991)

Сейчас является:
- председателем комиссии по литературному наследию К. И. Чуковского
- председателем редакционного совета киевской газеты «Бульвар» (с 1999)

## Семья
Жена — Зинаида Александровна (1935—2024).
Три сына — Андрей (1959—1971), погиб от удара электротоком; Виталий (1971—2011), умер от тяжёлой продолжительной болезни; Никита (1975). Виталий учился на журфаке МГУ. Младший сын Никита выбрал специальность экономиста-международника.

## Фильмография
- В. Коротич сыграл эпизодическую роль в советском художественном фильме «Хищники» (1991).